# 小飞鼠

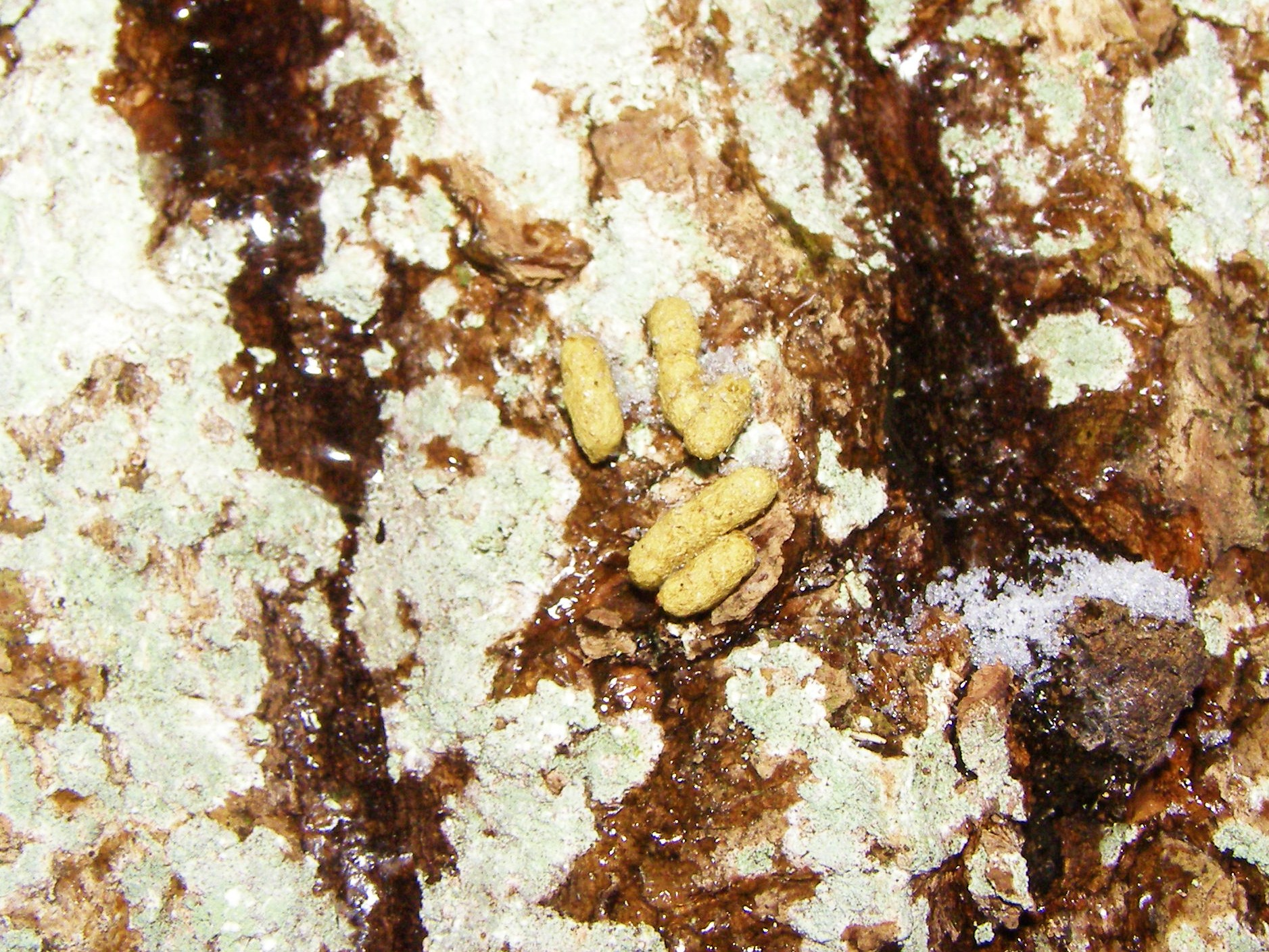
小飛鼠的排洩物

小飛鼠（學名：Pteromys volans）為松鼠科飛鼠屬的雜食动物，分佈於舊大陸北部的森林中。该物种的模式产地在芬兰。

## 特征
雌性小飛鼠體重約150 g（5.3 oz），雄性稍小。其體長在13—20 cm（5.1—7.9英寸）之間，尾巴長9—14 cm（3.5—5.5英寸）。通體皮毛呈灰色，腹部顏色稍淡，脖後有黑色條紋。通過伸展翼膜，小飛鼠可在空中滑行100多米，下滑比最高可達3.31，但一般在1-1.5之間。

## 亚种
- 小飞鼠东北亚种（学名：Pteromys volans arsenjevi），Ognev于1935年命名。在中国大陆，分布于黑龙江、吉林等地。该物种的模式产地在西伯利亚东部乌苏里地区。[4]
- 小飞鼠甘肃亚种（学名：Pteromys volans buechneri），Satunin于1903年命名。在中国大陆，分布于甘肃、河南、山西等地。该物种的模式产地在甘肃。[5]
- 小飞鼠北疆亚种（学名：Pteromys volans turovi），Ognev于1929年命名。在中国大陆，分布于新疆（北部阿尔泰山地）等地。该物种的模式产地在西伯利亚贝加尔。[6]
- 小飞鼠河北亚种（学名：Pteromys volans wulungshanensis），Mori于1939年命名。在中国大陆，分布于河北等地。该物种的模式产地在河北雾灵山。[7]

## 保护
- 中国濒危动物红皮书，等级：濒危

本种于2023年被收录入《有重要生态、科学、社会价值的陆生野生动物名录》。